# NGC 669
NGC 669 is een spiraalvormig sterrenstelsel in het sterrenbeeld Driehoek. Het hemelobject werd op 28 november 1883 ontdekt door de Franse astronoom Édouard Jean-Marie Stephan.

## Synoniemen
- PGC 6560
- UGC 1248
- MCG 6-5-4
- ZWG 522.4
- IRAS01443+3519